# Липперсгей, Иоанн
Иоганн (Ханс) Липперсгей (Лапрей, Липпергей, нидерл. Hans Lippershey, ок. 1570, Везель — сентябрь 1619, Мидделбург) — голландский изобретатель немецкого происхождения, оптик и мастер по производству очков, наиболее вероятный создатель телескопа.
О первой половине жизни Липперсгея неизвестно практически ничего. В 1594 году он уже жил в Мидделбурге, где вступил в брак. Его соседом был Захарий Янсен, которому позже также приписывали изобретение телескопа.
Мидделбург, столица Зеландии, в конце XVI века был одним из наиболее значительных городов Нидерландов и центром стеклодувного дела. В 1581 году здесь была открыта первая стеклодувная печь в Северных Нидерландах, имя мастера Говарт ван дер Хаеген. Начиная с 1590 года, в Мидделбурге стали распространяться новые итальянские технологии изготовления стекла. Их усовершенствование в конце концов и привело к созданию телескопа, хотя никаких новых физических принципов в Мидделбурге не изобретали. Позднейшая легенда, вероятно, не имеющая оснований, рассказывает, что Липперсгей увидел своих детей играющими с двумя линзами, выпуклой и вогнутой, и когда они сложили линзы, смогли рассмотреть башню церкви в деталях. После этого Липперсгей построил подзорную трубу.
25 сентября 1608 года Иоанн Липперсгей обратился в Штаты Зеландии, высший орган управления провинции, с просьбой дать рекомендательное письмо для Генеральных штатов объединённых провинций. Письмо было ему выдано, и между 2 и 6 октября при дворе Морица Оранского в Гааге Липперсгей провёл демонстрацию действия своего изобретения, продемонстрировав, что с башни в Гааге можно прочесть показания часов на башне церкви в Делфте, на расстоянии примерно 15 километров. При демонстрации присутствовали многие дипломаты и государственные деятели, собравшиеся на переговоры о заключении Двенадцатилетнего перемирия. Потенциальное военное значение изобретения было очевидно для зрителей. Липперсгей запросил финансовой помощи у Генеральных штатов, и получил 900 гульденов на усовершенствование технологии и подготовку десяти специалистов для армии. Запрос его на патент был отклонён в связи с тем, что и другие мастера, как Захарий Янсен из Мидделбурга и Якоб Метиус из Алкмара уже обладали экземплярами подзорных труб, а последний вскоре после Липперсгея подал в Генеральные штаты запрос на патент. 

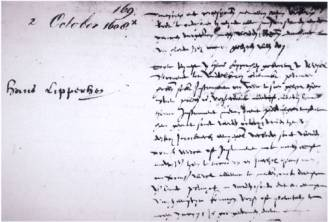
Документ, в котором упоминается запрос Липперсгея на патент

В 1655 году Пьер Борель опубликовал книгу «De vero telescopii inventore…» («Об истинном изобретателе телескопа»), в которой утверждал, что первый телескоп был сделан Янсеном по чужой модели. Как описано в книге, 3 марта 1655 года городской совет Мидделбурга провёл расследование по вопросу приоритета изобретения телескопа. Ни Янсена, ни Липперсгея к этому времени давно не было в живых. Два свидетеля, один из которых сын Янсена, подтвердили, что Янсен был изобретателем первого телескопа, в то время как три других свидетеля указали на приоритет Липперсгея. Кроме того, совет установил, что первые телескопы начали изготовлять в Мидделбурге около 1605 года, и в скором времени их уже делали многие мастера. Большинство исследователей, учитывая также занятия Янсена фальшивомонетничеством, склонны считать Липперсгея изобретателем телескопа. Однако в 2008 году Нидерланды провели празднования 400-летия изобретения телескопа, на которых честь изобретения была поделена между Янсеном и Липперсгеем.

## Память
В 1935 г. Международный астрономический союз присвоил имя Иоанна Липперсгея кратеру на видимой стороне Луны, а в 2015 г. экзопланете 55 Рака d.